# Eugenie z Yorku
Princezna Eugenie (Eugenie Victoria Helena, * 23. března 1990 Londýn) je členka britské královské rodiny. Je mladší dcerou prince Andrewa, vévody z Yorku, a Sarah, vévodkyně z Yorku. Je neteří krále Karla III. a vnučkou královny Alžběty II. Při narození byla 6. v linii následnictví britského trůnu a nyní je 12. Je mladší sestrou princezny Beatrice.
Eugenie se narodila v nemocnici v Portlandu v Londýně. Před studiem na Newcastle University navštěvovala školu St George's School a Marlborough College. Promovala s bakalářským titulem v oboru anglická literatura a dějiny umění. Než nastoupila do umělecké galerie Hauser & Wirth, nastoupila do aukční síně Paddle8. Eugenie také soukromě spolupracuje s řadou charitativních organizací, včetně organizace Children in Crisis a Anti-Slavery International.
Dne 12. října 2018 se vdala za Jacka Brooksbanka. Pár má dva syny, Augusta a Ernesta.

## Život
Princezna Eugenie se narodila císařským řezem v nemocnici v Portlandu ve West Endu v Londýně dne 23. března 1990 v 19:58 jako druhé dítě vévody a vévodkyně z Yorku a šesté vnouče královny Alžběty II. a prince Philipa, vévody z Edinburghu. Dne 30. března bylo oznámeno, že ji vévoda a vévodkyně z Yorku pojmenovali Eugenie Victoria Helena.
Byla pokřtěna v kostele sv. Máří Magdalény v Sandringhamu biskupem z Norwiche 23. prosince 1990. Jejími kmotry byli James Ogilvy (bratranec jejího otce), kapitán Alastair Ross (který se nemohl zúčastnit), Susan Ferguson (druhá manželka jejího dědečka z matčiny strany), Julia Dodd-Noble a Louise Blacker.
Rodiče Eugenie se přátelsky rozvedli, když jí bylo šest let. Vévoda a vévodkyně z Yorku se dohodly na společné péči o jejich dvě děti. Eugenie a její sestra často cestovaly do zahraničí s jedním nebo oběma svými rodiči.
V říjnu 2002 podstoupila dvanáctiletá Eugenie operaci zad v Královské národní ortopedické nemocnici v Londýně za účelem korekce skoliózy; byly jí do zad vloženy dvě 12palcové titanové tyče. Úplně se uzdravila a nebyla povinna podstoupit žádné další operace.

## Vzdělání a kariéra
Eugenie začala školní docházku v letech 1992 až 1993 ve Winkfield Montessori. Poté nastoupila ke své sestře na školu Upton House ve Windsoru, kde zůstala až do roku 1995. V letech 1995 až 2001 navštěvovala školu Coworth Park School a poté do roku 2003 školu St. George poblíž hradu Windsor. Na následujících pět let nastoupila Eugenie na Marlborough College ve Wiltshire. V roce 2009 absolvovala gap year a pokračovala ve studiu. Eugenie začala v září 2009 studovat na univerzitě v Newcastlu a kombinovala dějiny umění, anglickou literaturu a politiku. Studium ukončila v roce 2012.
V roce 2013 se přestěhovala na jeden rok do New Yorku, aby pracovala pro online aukční společnost Paddle8. V červenci 2015 se přestěhovala zpět do Londýna, kde pracovala pro uměleckou galerii Hauser & Wirth jako asistentka ředitele. V roce 2017 byla povýšena na ředitelku.

## Aktivity
V roce 2008 provedla své první sólové veřejné angažmá a otevřela jednotku Teenage Cancer Trust pro mladé pacienty s rakovinou v Leedsu.

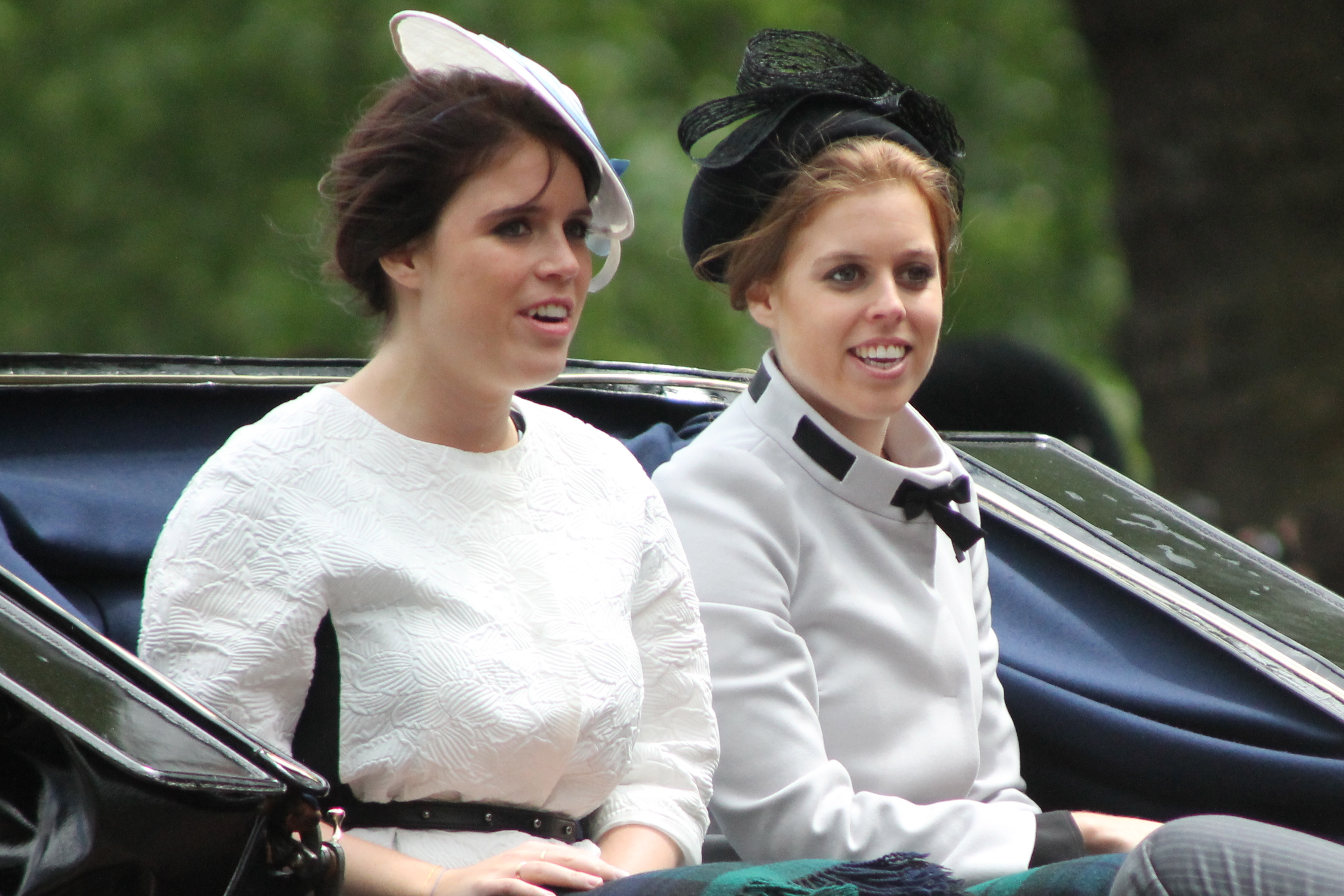
Princezna Eugenie se svou sestrou na Trooping the Color v roce 2013

V roce 2016 spolupracovala princezna Eugenie se svou matkou a sestrou s britským současným umělcem Teddy M na vytvoření vůbec prvního královského graffiti. Obraz na plátně s názvem Královská láska byl namalován v Royal Lodge a vystaven v Londýně před prodejem za pětimístnou částku. Výtěžek z prodeje obrazu byl věnován charitě Děti v krizi. V roce 2016 navštívila Eugenie dům bezpečí provozovaný Armádou spásy a setkala se s oběťmi sexuálního zneužívání a moderního otroctví.
Eugenie se také v roce 2018 stala velvyslankyní Projektu 0, charity, která se ve spolupráci se Sky Ocean Rescue zaměřuje na ochranu oceánu před znečištěním plasty. V červenci 2018 vystoupila Eugenie jako ředitelka Anti-Slavery Collective na globálním summitu NEXUS v sídle OSN v New Yorku, kde diskutovala o ukončení moderního otroctví. V říjnu 2019 se Eugenie stala patronkou Anti-Slavery International.

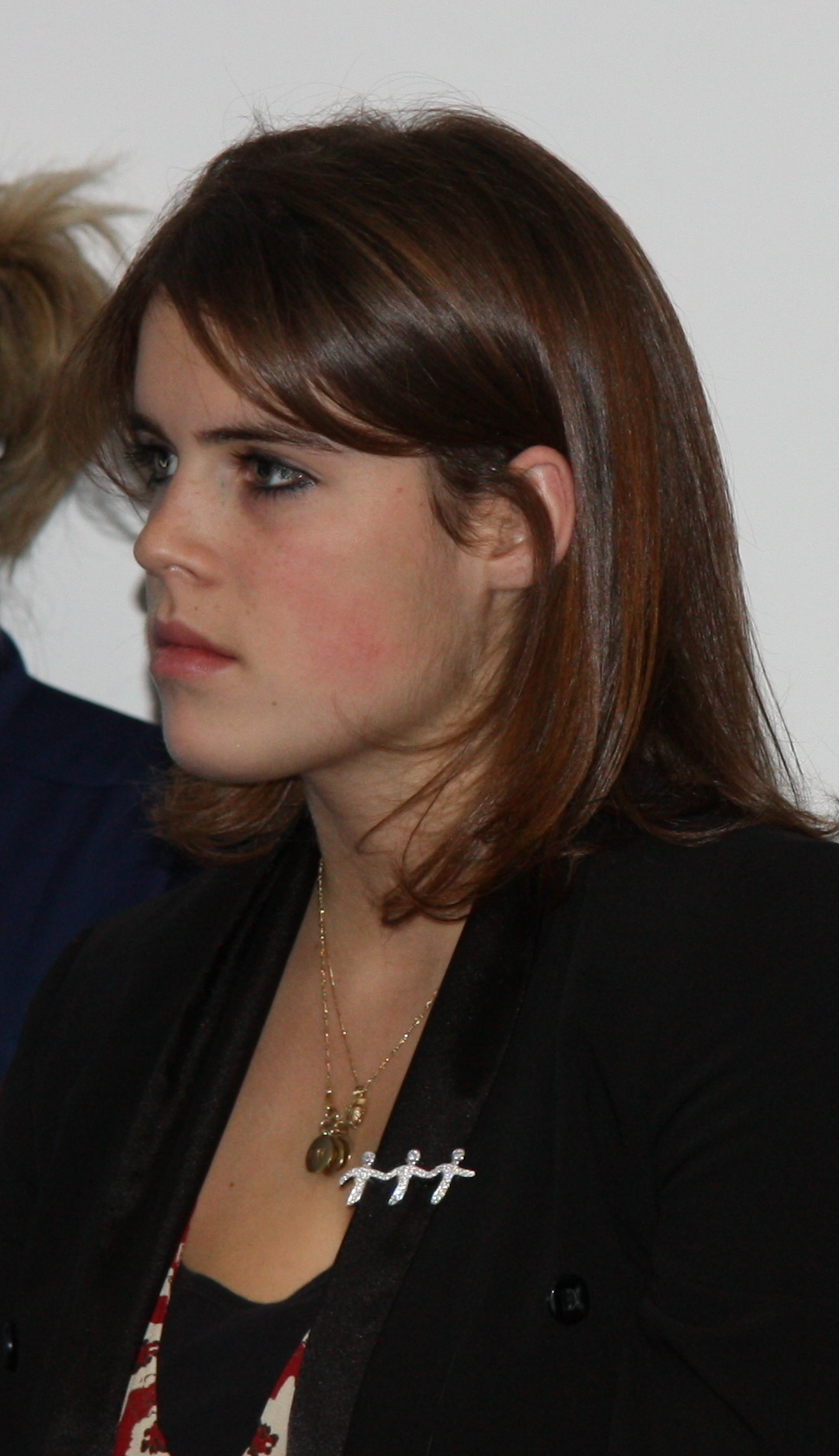
Eugenie při svém prvním angažmá, otevření jednotky Trust Teenage Cancer Trust v Leedsu, říjen 2008

V květnu 2020 vyšlo najevo, že Eugenie a její manžel pomáhali Armádě spásy s balením potravin uprostřed pandemie covidu-19.

## Manželství a rodina
Hlavní článek: Svatba princezny Eugenie a Jacka Brooksbanka a Svatební šaty princezny Eugenie z Yorku
Úřad vévody z Yorku v Buckinghamském paláci oznámil zasnoubení princezny Eugenie a Jacka Brooksbanka dne 22. ledna 2018. Pár spolu chodil sedm let a poprvé je představili přátelé při lyžování ve švýcarském Verbier, kde Brooksbank pracoval. Zasnoubili se na dovolené v Nikaragui. V dubnu 2018 se pár přestěhoval ze St James's Palace a usadil se v Ivy Cottage v Kensingtonském paláci. Svatba se konala v kapli sv. Jiří na hradu Windsor dne 12. října 2018. Svatební šaty navrhli britští módní návrháři Peter Pilotto a Christopher de Vos z britské značky Peter Pilotto a byly navrženy tak, aby vystavovaly chirurgickou jizvu.
Princezna Eugenie porodila dne 9. února 2021 v londýnské nemocnici v Portlandu syna Augusta Philipa Hawka Brooksbanka, který se narodil císařským řezem kvůli princeznině bývalé skolióze. Je třináctý v řadě na trůn. Jedná se o deváté pravnouče královny Elizabeth II. Je pojmenován po svém pradědečkovi princi Filipovi, který zemřel jen o dva měsíce později, a po dvou z jeho pěti dalších pradědečků: reverendovi Edwardovi Hawkeovi Brooksbankovi a princi Albertovi, jehož křestní jména zahrnovala jméno „August“. August byl pokřtěn 21. listopadu 2021 v královské kapli Všech svatých, společně se svým bratrancem z druhého kolene Lucasem Tindallem.
Od listopadu 2020 do května 2022 byla hlavní rezidencí dvojice Frogmore Cottage. V květnu 2022 bylo oznámeno, že se přestěhovali do Portugalska, kde Brooksbank pracuje pro Michaela Meldmana. Dne 30. května 2023 porodila druhého syna Ernesta George Ronnieho Brooksbanka. Je pojmenován po svém praprapradědečkovi králi Jiřím V., jehož třetí křestní jméno bylo Ernest, svém dědečkovi Georgeovi Brooksbankovi a svém pradědečkovi majoru Ronaldu Fergusonovi.

## Tituly a oslovení

Královský monogram

Jako vnouče mužské linie panovníka byla Eugenie známá jako „Její královská výsost princezna Eugenie z Yorku“, přičemž územní označení vycházelo z titulu jejího otce, vévody z Yorku. Od svatby je označována jako „Její královská výsost princezna Eugenie, paní Jack Brooksbank“.